# Zinngrube Ehrenfriedersdorf

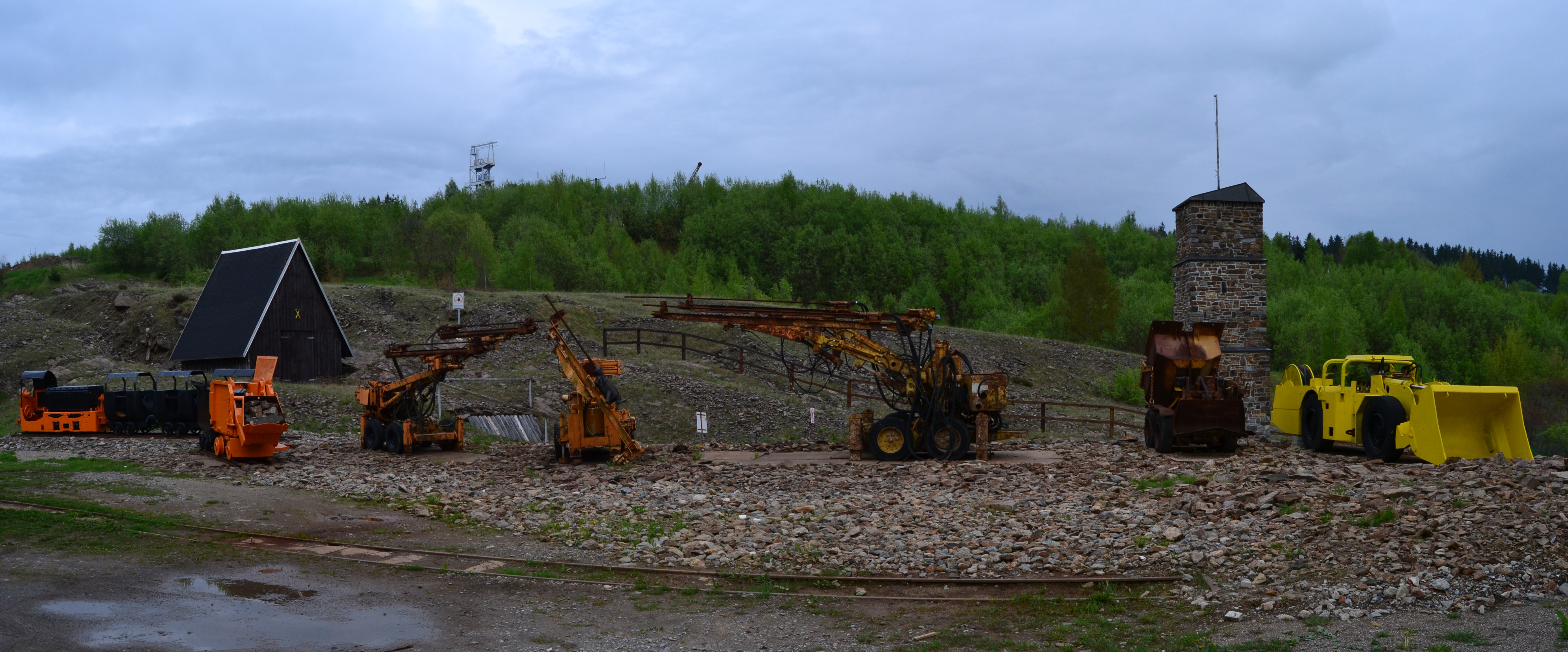
Freilandausstellung von Bergbaumaschinen der Zinngrube, 2013

Die Zinngrube Ehrenfriedersdorf ist ein Besucherbergwerk mit angeschlossenem Mineralogischem Museum und Mitglied des Zweckverbandes Sächsisches Industriemuseum.

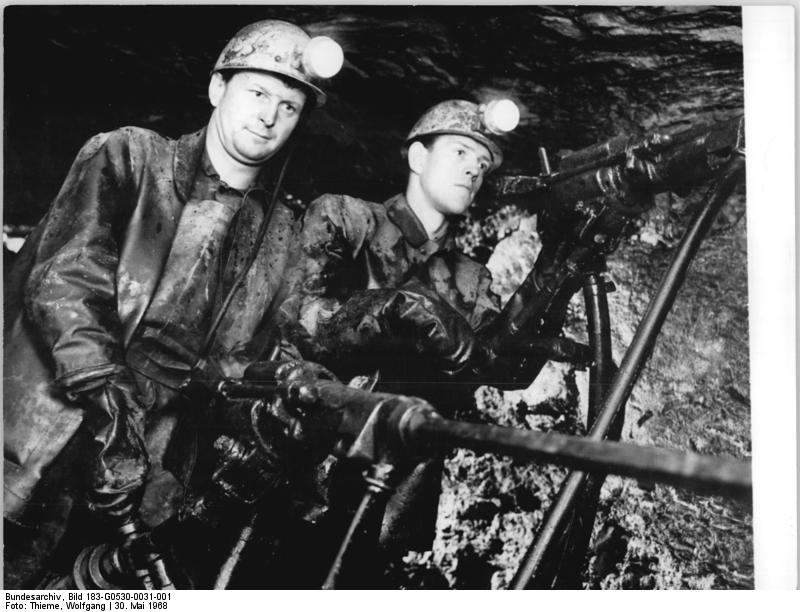
Zwei Kumpel bei der Erzförderung in Ehrenfriedersdorf, 1968

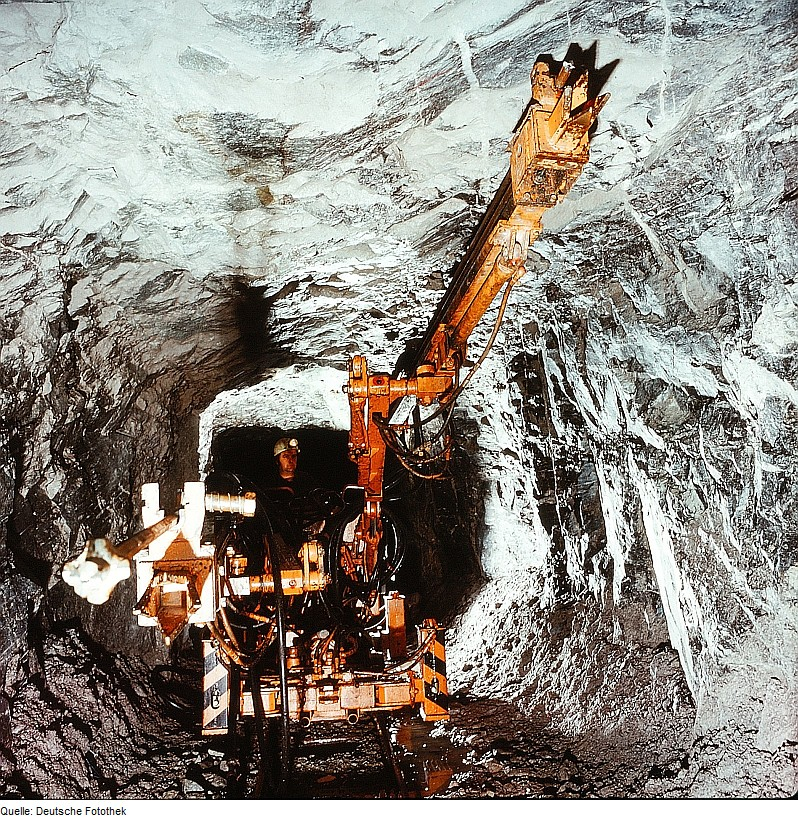
Zinnerzabbau, 1980

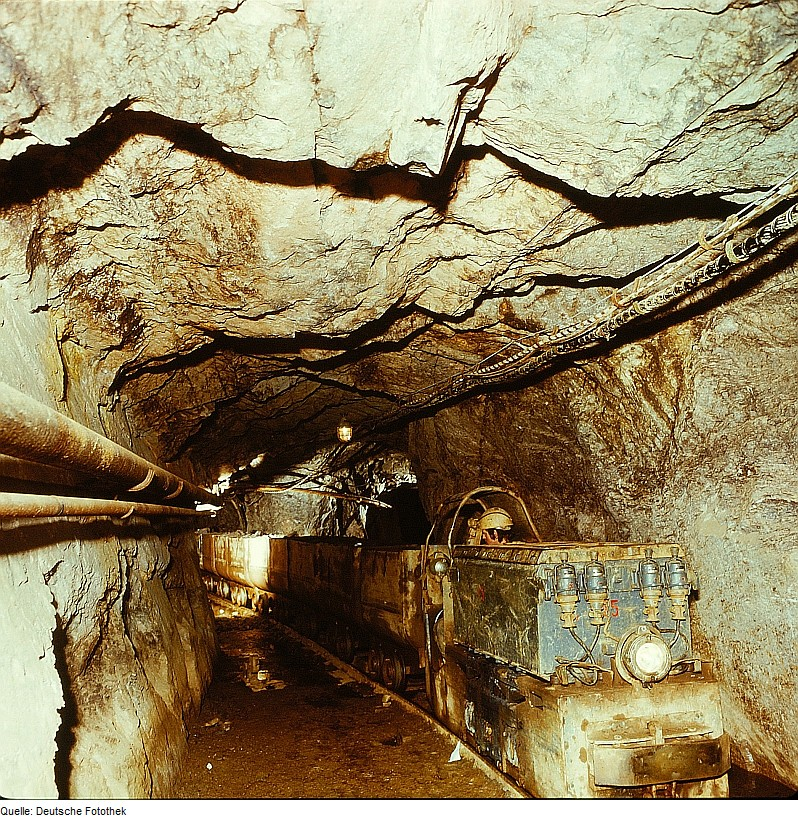
Abtransport des Zinnerzes, 1980

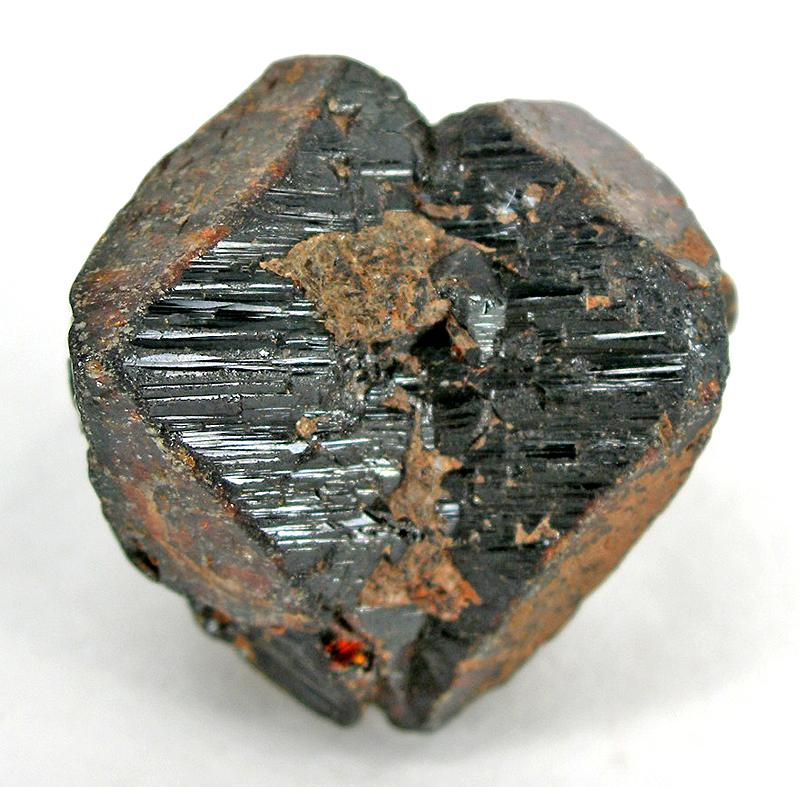
Kassiteritfund aus der Zinngrube Ehrenfriedersdorf, um 1800

## Geschichte des Bergwerkes
Um 1200 erfolgte die Gründung des Ortes Ehrenfriedersdorf. Zinn wurde in Ehrenfriedersdorf bereits seit dem frühen 13. Jahrhundert gewonnen, vor allem aus Zinnseifen. Um 1300 waren die Seifen weitgehend erschöpft und Zinn- und Silbererz wurde nun bergmännisch unter Tage abgebaut. 1338 gründete sich die Berggrabebrüderschaft, die bis heute die älteste bergmännische Vereinigung Europas darstellt. In den folgenden Jahrhunderten schwankte die Ergiebigkeit erheblich, nur durch ständige technologische Fortschritte konnte die Förderung aufrechterhalten werden. Im 19. Jahrhundert unterlag das Bergwerk einem starken wirtschaftlichen Wandel. Es kam zur Schließung und häufigen Besitzerwechseln. Im Ersten Weltkrieg nahm die Kriegsmetall AG als Pächterin die Produktion auf. 1920 übernahm die Stadt Ehrenfriedersdorf die Ehrenfriedersdorfer Vereinigt-Feld-Fundgrube (EVFF) und 1922 erfolgte die Stilllegung und Demontage. Aus den Autarkiebestrebungen des Deutschen Reiches resultierte 1936 die Wiederaufnahme des Betriebes durch die Sachsenerz Bergwerks AG. Nach dem Ende des Zweiten Weltkrieges 1945 wurde die Aufbereitung als Reparationsleistung demontiert und an die Sowjetunion abgegeben. Bereits 1948 begannen der Wiederaufbau und die Wiederaufnahme der Förderung mit Aufschluss der neu entdeckten Teillagerstätte Nordwest-Feld. Nach jahrzehntelanger Erzgewinnung wurde in Folge einer völlig unrentablen Förderung am 3. Oktober 1990 die Förderung endgültig eingestellt. Es erfolgten Verwahrungsarbeiten und die Vorbereitung zum Betrieb als Besucherbergwerk.

## Besucherbergwerk und Mineralogisches Museum
1995 wurde offiziell der Betrieb als Besucherbergwerk aufgenommen und 1996 eine GmbH mit der Stadt Ehrenfriedersdorf als Gesellschafter zu dessen Betrieb gegründet. Von 1997 bis 1999 wurde der Tiefe Sauberger Stolln für die Besucherbefahrung instand gesetzt. 1998 erfolgte die Einweihung der Grubenbahn „Saubergexpress“ und einer Edelsteinschleiferei. Mit der Gründung des Zweckverbandes Sächsisches Industriemuseum wurde die Zinngrube Ehrenfriedersdorf 1999 Mitglied.
Angeboten werden unterschiedliche Führungen, so eine 1,5-stündige Touristikführung und eine 2,5-stündige Erlebnisführung. Dabei werden verschiedene Schauorte zur regionalen Geologie, zur Geschichte des Ehrenfriedersdorfer Bergbaus und der Zinnerzgewinnung besichtigt. Innerhalb der Bergwerksführungen sind verschiedene technische Geräte zu sehen. Diese werden teilweise vorgeführt, unter anderem eine mechanische Aufbruchbühne, Pressluftbohrhämmer, Bohrwagen, Überkopflader und Bunkerfahrlader. Teil der Führung ist ebenso eine Fahrt mit der elektrischen Grubenbahn.
Neben den regulären Führungen werden regelmäßig Sonderführungen zu Themen wie Geologie, Eisenbahn im Bergwerk oder Georgius Agricola und der Ehrenfriedersdorfer Bergbau angeboten.
Das Mineralogische Museum gibt einen Überblick zur lokalen und regionalen Geologie und Mineralogie. Weiterhin wird schematisch die Aufbereitung der Zinnerze und ihre Verwendung erläutert. Sonderausstellungen, zum Beispiel zu geologischen und montanhistorischen Themen, ergänzen die Arbeit des Mineralogischen Museums.

## Besonderheiten
Die Einfahrt in das Besucherbergwerk erfolgt nicht durch einen Stolln, sondern über den Sauberger Haupt- und Richtschacht bis zur 2. Sohle in etwa 100 Meter Teufe mit einer historischen Seilfahrtsanlage mit Förderkorb. Das Fördergerüst und die Trommelfördermaschine stammen ursprünglich vom Wilhelm-Schacht I des Zwickau-Oberhohndorfer Steinkohlenbauvereins in Oberhohndorf bei Zwickau und wurden nach dessen Stilllegung 1936 in Ehrenfriedersdorf wieder aufgebaut. Zuvor wurde die ursprüngliche Dampffördermaschine in der Zwickauer Maschinenfabrik auf Elektroantrieb umgerüstet.
Von 1997 bis 2020 wurde eine Strecke als Heilstollen für Liegekuren bei Atemwegserkrankungen, wie Asthma oder Allergien, genutzt. Das ist insbesondere durch das gute Klima und die Luftverhältnisse (etwa 8 Grad Celsius und fast 100 % relative Luftfeuchte) unter Tage möglich, insbesondere durch die dort geringe Belastung der Luft mit Schadstoffen und Allergenen.
Im Bergwerk befindet sich im Bereich des Alexanderschachtes und Heinzenschachtes die Rekonstruktion der Ehrenfriedersdorfer Radpumpe. Diese hat bereits Georgius Agricola in seiner De re metallica (Buch VI) beschrieben. Im Jahr 2000 wurde eine entsprechende Radkammer entdeckt. Seit 2007 kann der Nachbau des Kunstrades mit der beschriebenen Radpumpe besichtigt werden.

## Nachweise
1. ↑  Zweckverband Sächsisches Industriemuseum, Zinngrube Ehrenfriedersdorf (Hrsg.): Georgius Agricola und die Ehrenfriedersdorfer Radpumpe. Ehrenfriedersdorf 2002, S. 12 ff.

Koordinaten: 50° 38′ 33,7″ N, 12° 58′ 27,5″ O